# 九州エネルギー館
九州エネルギー館（きゅうしゅうエネルギーかん）は、かつて九州電力が運営していたエネルギー学習施設。エネ館（エネかん）という愛称で呼ばれることもあった。
本項目では併設されていたあかりの館についても記述する。

## 概要
1971年（昭和46年）に開館した電気科学館の後身として、1982年（昭和57年）に九州電力創業30年周年事業の一環として開館した。
2013年（平成25年）には累計入館者500万人を達成したが、施設の老朽化と九州電力の経営悪化に伴い、2014年（平成26年）3月3日に閉館した。跡地は積水ハウスに売却後、同じく取得予定である隣接の福岡市九電記念体育館・メルパルク福岡跡地（日本郵便所有）を一体として、浄水ガーデンシティの名称で再開発する予定である。

### 利用案内
- 開館時間：9：00 - 17：00
- 休館日：毎週月曜日（但し祝祭日の場合はその翌日）と年末年始（12月29日～1月2日）

誰でも無料で自由に見学することができる。毎週日曜日14：00からは、スタッフの展示解説を聞きながら展示を見学できる「エネルギーツアー」が行われていた。
- 最寄り駅は薬院大通駅。
- 最寄りバス停は九電体育館前バス停。

### 主な施設内容
開館以来何度も改装されており、下記の施設は2008年8月現在のものである。
エジソンロボット
発明家エジソンの発明品（蓄音機、ラジオなど）でできたロボットによるエジソンの一生を描いたスライドショー。
水力発電ショー
水力発電の一例である「揚水式発電」を再現し、実際に発電した電気でピエロの人形が回りだす。
3Dシアター
メガネをかけることで立体に見える映画を公開。
原子力シアター
玄海原子力発電所3号炉を再現した実物大原子炉模型で原子力発電の仕組みを解説する。なお、シアターの後方は世界初の原子炉「シカゴ・パイル1号」の実物大模型になっている。
オール電化PRセンター
元の喫茶室を改装。IHクッキングヒーターの実演、電化改築の相談などを行なっている。
風力発電機館のシンボルにもなっているプロペラ型風力発電機

## あかりの館
あかりの館（-やかた）は、九州エネルギー館の敷地内に併設されている博物館。光エネルギーを利用した照明具に関する博物館である。

### 概要
前身は、寄贈された灯火具コレクションを展示した電気資料館で、九州エネルギー館が開館して2年後の昭和59年に開館した。
開館以来、1階の原始時代の松明から近代の電球まであらゆる照明具を展示する「あかりの歴史」のコーナー、2階の明治時代のランプを展示した「ランプサロン」のコーナーに分かれていたが、2003年（平成15年）の改装で、1階に画家西島伊三雄の作品やアトリエを展示した「再現・西島伊三雄の仕事」をはじめ、昔の駄菓子屋や教室を再現したコーナーが新設され、かつての1階と2階の展示は全て2階の「あかりコレクション」に統合された。
閉館後、灯火具のコレクションは福岡市博物館に寄贈され、この内ランプが2016年（平成28年）に福岡市博物館で展示された。